# 봉덕로 (순천시)
봉덕로(Bongdeok-ro)는 전라남도 순천시 승주읍 신전리 신평 교차로와 봉덕리 봉덕 교차로를 잇는 전라남도의 도로이다.
2017년 11월 20일에 개통된 승주우회도로의 일부 구간이다.

## 연혁
- 2017년 8월 16일 : 봉덕로로 명명
- 2017년 11월 20일 : 승주우회도로(순천시 승주읍 신전리 ~ 서면 학구리) 10.72km 구간 확장 개통, 기존 순천시 승주읍 신전리 ~ 봉덕리 1.25km 구간과 순천시 승주읍 서평리 ~ 서면 대구리 6.72km 구간 폐지[1]

## 주요 경유지
전라남도
- 순천시 승주읍

## 노선
전 구간 국도 제22호선에 속하므로 이 노선에 대한 별도 표기는 생략한다.
| 이름          | 접속 노선     | 소재지        | 소재지        | 비고          |
| 승주로와 직결 | 승주로와 직결 | 승주로와 직결 | 승주로와 직결 | 승주로와 직결 |
| ------------- | ------------- | ------------- | ------------- | ------------- |
| 신평 교차로   | 신전1길       | 순천시        | 승주읍        |               |
| 봉곡교        |               | 순천시        | 승주읍        |               |
| 봉곡 교차로   | 봉곡길        | 순천시        | 승주읍        |               |
| 승주로와 직결 |               |               |               |               |

## 같이 보기
- 승주로
- 충의공로